# East Lopez
East Lopez – jednostka osadnicza w Stanach Zjednoczonych, w stanie Teksas, w hrabstwie Starr.